# Svenska tidningar

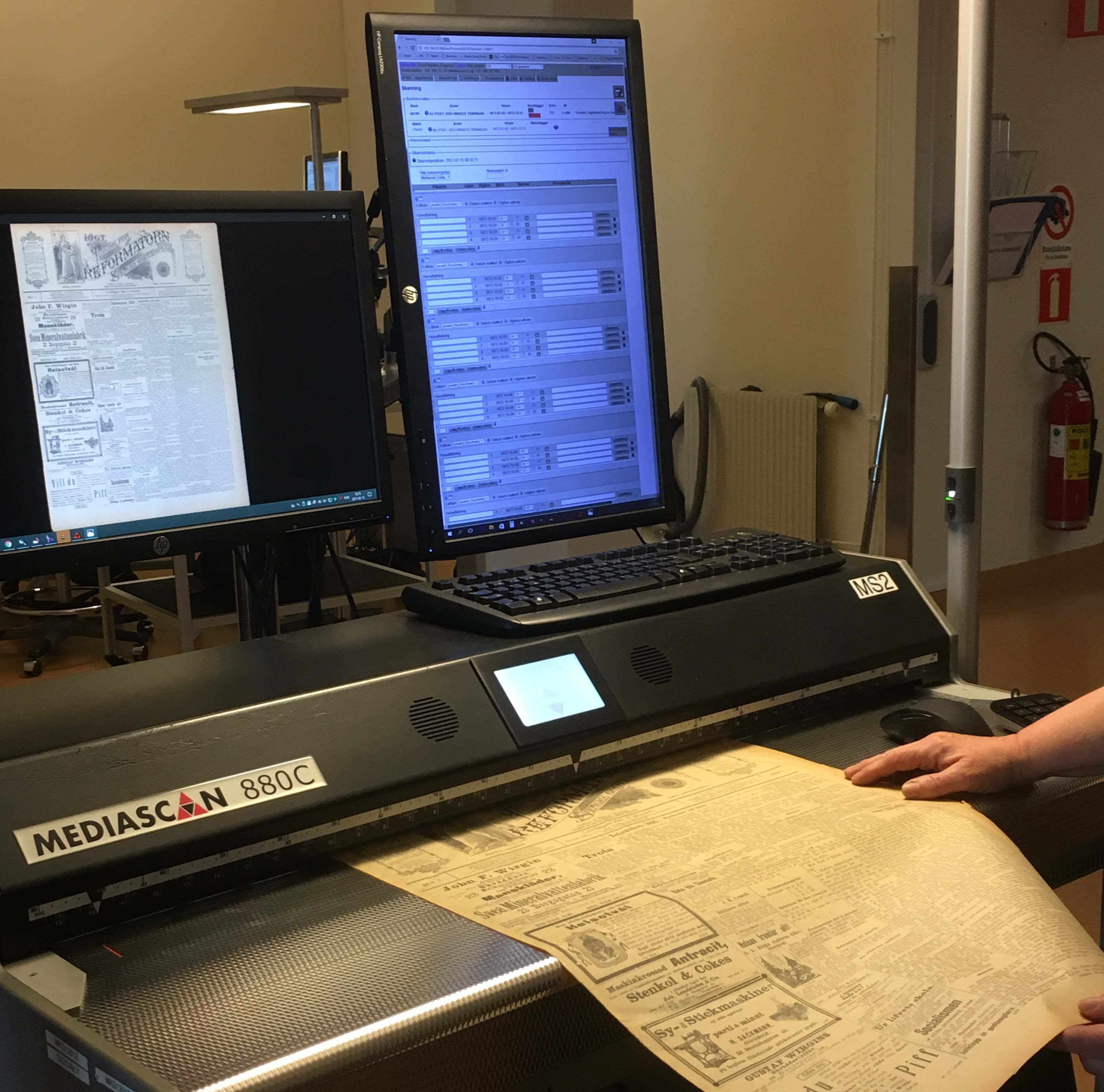
Digitalisering av tidningen Reformatorn.

Svenska tidningar (innan februari 2024 Svenska dagstidningar) är en tjänst från Kungliga biblioteket som tillgängliggör svenska dagstidningar.
I tjänsten finns tidningar från 1645 och framåt. Det sker en löpande digitalisering av tidningar från 2014 och framåt och KB har med hjälp av extern finansiering digitaliserat delar av beståndet från tiden innan dess. Digitaliseringen görs av Riksarkivets enhet Mediakonverteringscentrum. Material äldre 100 år finns fritt tillgängligt på Internet medan övrigt material kan läsas på Kungliga biblioteket och andra bibliotek som slutit avtalslicens för användning av tjänsten.

## Historik
Digitaliseringen av svenska dagstidningssidor föregicks av att KB mikrofilmade tidningar och skickade ut dessa mikrofilmer till utvalda svenska bibliotek. Innan KB började digitalisera svenska dagstidningar i stor skala genomfördes projekten "Digitalisering av svensk dagspress" och EU-finansierade TELplus som till stor del byggde på digitalisering av mikrofilm.
Mellan 2010 och 2013 genomfördes projektet Digidaily för att hitta rationella metoder för digitalisering och indexering av dagstidningar. Inom ramen för Digidaily digitaliserades Aftonbladet och Svenska Dagbladet i sin helhet.
Från år 2014 mikrofilmas inte dagstidningar av KB. Istället scannas de digitalt.
I juni 2014 lanserades en betaversion av sökgränssnittet under namnet Svenska dagstidningar. Inledningsvis användes en strikt bedömning av vad som kunde vara upphovsskyddat material, vilket gjorde att enbart material äldre än 150 år fanns fritt tillgängligt på Internet. Övrigt material kunde bara läsas hos KB.
Under 2016 och 2017 genomfördes ett projekt där valda delar av beståndet från 1895 och tidigare digitaliserades.
Med start i augusti 2017 gjordes det "upphovsrättsskyddade" materialet även tillgängligt för universitetsbibliotek.
I september 2018 meddelade KB att de genom en donation fått möjlighet att digitalisera hela återstoden av beståndet publicerat innan 1906. Projektet skulle pågå fram till 2022. Efter att antalet sidor visat sig vara fler än beräknat beviljades en tilläggsdonation på 15 miljoner, med planerat slutförande under 2023.
Under perioden 8 april–31 maj 2020 var tjänsten tillgänglig hemifrån för alla i Sverige i samband med coronakrisen. Denna tillgänglighet hade möjliggjorts av ett avtal med Bonus Copyright Access. Efter att ha sagt upp avtalet sa Bonus att ett framtida avtal skulle kräva en lösning med inloggning för behöriga. Tjänsten tilldelades Humtankpriset i oktober 2020. Det var dock inte möjligt att få till en lösning för att öppna upp tjänsten under hösten när nya Coronarestriktioner vidtogs.
I juni 2023 meddelade KB att projektet med att digitalisera alla dagstidningar innan 1906 var färdigställt och avslutat.
Den 14 februari 2024 stängdes tjänstens gamla gränssnitt för att migrera till ett nytt gränssnitt som lanserades den 21 februari 2024. I samband med införandet av den nya gränssnittet ändrades namnet till Svenska tidningar och gränsen för fritt tillgängligt material ändrades så att material äldre än 100 år blev fritt tillgängligt, till skillnad från den tidigare gränsen på 115 år. Det nya gränssnittet innehöll en del nya funktioner som International Image Interoperability Framework och var utformat för att passa bättre i mobiler och surfplattor.

## Källhänvisningar
1. ↑  Om tjänsten Arkiverad 31 juli 2018 hämtat från the Wayback Machine., Digitaliserade svenska dagstidningar
2. ↑  Projekt Digidaily, Kungliga biblioteket
3. ↑  KB lanserar ny söktjänst för forskning i digitaliserade dagstidningar, Kungliga biblioteket, 27 juni 2014
4. ↑  Digitalisering av svenska historiska dagstidningar 1645-1895
5. ↑  KB:s söktjänst Svenska dagstidningar även på fyra universitetsbibliotek, Kungliga biblioteket, 25 augusti 2017
6. ↑  Donation på 30 miljoner gör historiska nyheter fria för alla, Kungliga biblioteket, 7 september 2018
7. ↑  Ännu fler fria historiska nyheter, Kungliga biblioteket, 2 juli 2021
8. ↑  Digitala dagstidningar blir tillgängliga för alla Arkiverad 12 maj 2020 hämtat från the Wayback Machine., Kungliga biblioteket, 8 april 2020
9. ↑  Det tillfälliga avtalet för digitaliserade dagstidningar upphör 31 maj Arkiverad 18 maj 2020 hämtat från the Wayback Machine., Kungliga biblioteket, 18 maj 2020
10. ↑  Populär tidningstjänst stängd igen, Biblioteksbladet, 1 juni 2020
11. ↑  KB får årets Humtankpris, Kungliga biblioteket, 30 oktober 2020
12. ↑  Inget nytt öppnande av Svenska dagstidningar i höst, Rötter, 12 november 2020
13. ↑  KB:s pressarkiv fram till 1906 finns nu digitalt, Kungliga biblioteket, 27 juni 2023
14. ↑  KB-tjänst uppgraderas – fler artiklar tillgängliga digitalt, Biblioteksbladet, 22 februari 2024
15. ↑  KB:s tidningstjänst blir ännu bättre, Kungliga biblioteket, 15 februari 2024